# Harvey Pulford
Ernest Harvey Pulford (22 avril 1875 à Toronto en Ontario, Canada - 31 octobre 1940 à Ottawa en Ontario) est un athlète du Canada des années de la fin du XIXe siècle et du début XXe siècle. Il remporte des championnats dans plusieurs sports comme le hockey sur glace, la crosse, le football canadien, la boxe anglaise ou encore l'aviron. Ainsi, il remporte à plusieurs reprises la Coupe Stanley du hockey sur glace avec l'Ottawa Hockey Club. En 1945, il fait partie de la première promotion de joueurs admis au temple de la renommée du hockey. Vingt ans plus tard, il fait également partie de la première promotion qui rejoint le nouveau temple de le renommée des sports d'Ottawa.

## Biographie

### Carrière
Ernest Harvey Pulford est né le à 22 avril 1875 Toronto en Ontario avant que sa famille déménage et aille vivre à Ottawa. Il remporte son premier trophée à l'âge de 13 ans quand il est nommé champion de tous les sports des écoles d'Ottawa. En 1893, il rejoint le club de crossede la ville, l'Ottawa Lacrosse Club et remporte avec eux le titre de champion du Canada à quatre reprises entre 1897 et 1900, dernière année où il joue avec l'équipe.
Au football canadien, il joue en tant que backfield pour l'Ottawa Football Club. Cinq ans plus tard, il remporte son premier titre de la Canada Rugby Union, organisation datant d'avant la fondation de la ligue canadienne de football, en 1898 ; ils battent alors l'Ottawa College sur le score de 11 à 1. Pulford remporte deux autres titres de champions en 1900 et 1902 dont il était capitaine de son équipe. Il reste au sein de l'équipe jusqu'en 1909.
En 1893, il rejoint le club de hockey sur glace de la ville, Ottawa Hockey Club de l'Association de hockey amateur du Canada, afin d'occuper le poste de cover-point,. Quatre équipes terminent la saison avec les mêmes statistiques, cinq victoires et trois défaites, le Hockey Club de Montréal, les Victorias de Montréal, le Hockey Club de Québec et Ottawa. Québec abandonne et il est décidé de jouer un tournoi final à Montréal avec en premier un match entre les deux équipes de la ville puis une manche finale entre Ottawa et les vainqueurs montréalais. Finalement, le Hockey Club l'emporte sur les Victorias 3-2 puis sur Ottawa 3-1 et remporte ainsi la Coupe Stanley,. Le match est relativement violent et la presse de Montréal affirme dans son compte rendu que Pulford aurait dû être exclu du match.
Il joue une nouvelle fois la finale de la Coupe Stanley au terme de la saison 1903 de la Canadian Amateur Hockey League, organisation dans laquelle joue les Sénateurs depuis 1899. Cette saison 1903 voit l'arrivée dans l'équipe d'Ottawa du jeune Frank McGee et en huit rencontres, les joueurs d'Ottawa comptent six victoires et deux défaites. Ils terminent une nouvelle fois avec la même fiche que les Victorias et une série est donc nécessaire pour départager les deux formations. Cette série se joue en deux rencontres et après un match nul 1-1 lors de la première date, Ottawa remporte son premier titre de son histoire en battant Montréal 8-0, avec un coup du chapeau de McGee,. Le jour de ce second match, les Thistles de Rat Portage de la Manitoba & Northwestern Hockey Association assistent au match et en profitent pour lui lancer un défi à Ottawa. Le gardien de Rat Portage annonce dans la presse que le seul joueur qu'ils craignent est McGee et  celui-ci ne le fait pas mentir puisqu'il inscrit deux buts le 12 mars puis deux autres le 14 mars pour deux victoires des siens 6-2 et 4-2.
Avant les débuts de la saison suivante, les joueurs d'Ottawa relèvent le défi lancé par l'équipe de hockey du club d'aviron de Winnipeg fin décembre 1903 - début janvier 1904. Le défi est joué au meilleur des trois matchs et les Sénateurs l'emportent deux rencontres à une avec une victoire 9-1, une défaite 6-2 et enfin une autre victoire 2-0.
Les Sénateurs remportent leurs quatre premiers matchs mais arrivent en retard d'une heure et demie contre les Victorias lors de la troisième journée. La CAHL décide par la suite de donner une amende aux Sénateurs et exige que la rencontre soit rejouée. La direction d'Ottawa répond qu'il n'est pas question de rejouer le match et qu'ils préféreront déclarer forfait que de rejouer le match. Aucune des deux parties ne cédant, les quatre derniers matchs de Sénateurs sont déclarés perdus par forfait et Ottawa quitte la ligue pour rejoindre la ligue fédérale amateur de hockey pour la saison suivante.

### Vie privée
Pulford meurt le 31 octobre 1940 dans sa ville natale et est enterré par la suite dans le cimetière national du Canada, qui se situe à Ottawa, Beechwood Cemetery. En 1945, le temple de la renommée du hockey ouvre ses portes et Harvey Pulford fait partie de la première « promotion » avec Hobart « Hobey » Baker, Charlie « Chuck » Gardiner, Eddie Gerard, Francis « Frank » McGee, Howie Morenz, Tom Phillips, William Hodgson « Hod » Stuart et Georges Vézina. Sa veuve, Jennie, vit jusqu'au 29 avril 1947 et est également enterrée à Beechwood.

## Statistiques de hockey sur glace
Tout au long de sa carrière de joueur de hockey, Pulford n'inscrit qu'un total de huit buts en quatorze saisons mais est régulièrement nommé dans les équipes types des saisons.
| Saison    | Équipe             | Ligue |    | Saison régulière | Saison régulière | Saison régulière |   | Séries éliminatoires | Séries éliminatoires | Séries éliminatoires |
| Saison    | Équipe             | Ligue | PJ | B                | Pun              | PJ               | B | Pun                  |                      |                      |
| 1894      | Ottawa Hockey Club | AHAC  | 6  | 0                | 0                | 1                | 0 | 0                    |                      |                      |
| 1895      | Ottawa Hockey Club | AHAC  | 7  | 0                | 0                | -                | - | -                    |                      |                      |
| 1896      | Ottawa Hockey Club | AHAC  | 8  | 0                | 0                | -                | - | -                    |                      |                      |
| 1897      | Ottawa Hockey Club | AHAC  | 8  | 0                | 0                | -                | - | -                    |                      |                      |
| 1898      | Ottawa Hockey Club | AHAC  | 7  | 0                | 0                | -                | - | -                    |                      |                      |
| 1899      | Ottawa Hockey Club | CAHL  | 5  | 0                | 0                | -                | - | -                    |                      |                      |
| 1900      | Ottawa Hockey Club | CAHL  | 6  | 1                | 0                | -                | - | -                    |                      |                      |
| 1901      | Ottawa Hockey Club | CAHL  | 5  | 0                | 0                | -                | - | -                    |                      |                      |
| 1903      | Ottawa Hockey Club | CAHL  | 7  | 0                | 15               | 4                | 0 | 9                    |                      |                      |
| 1904      | Ottawa Hockey Club | CAHL  | 2  | 0                | 3                | 7                | 1 | 12                   |                      |                      |
| 1904-1905 | Ottawa Hockey Club | FAHL  | 6  | 1                | 6                | 4                | 0 | 6                    |                      |                      |
| 1906      | Ottawa Hockey Club | ECAHA | 10 | 3                | 27               | 6                | 1 | 36                   |                      |                      |
| 1907      | Ottawa Hockey Club | ECAHA | 10 | 0                | 31               | -                | - | -                    |                      |                      |
| 1907-1908 | Ottawa Hockey Club | ECAHA | 9  | 1                | 32               | -                | - | -                    |                      |                      |

## Trophées
Cette section présente une synthèse des titres remportés par Pulford que ce soit collectivement ou individuellement.
- Champion au football canadien : 1898, 1900 et 1902 ;
- Champion de crosse : 1897, 1898, 1899 et 1900 ;
- Champion de la Coupe Stanley au hockey sur glace : mars 1903, 1904, 1905 et février 1906.